# Вербна (Підкарпатське воєводство)
Вербна, або Вержбна — село в Польщі, у гміні Павлосюв Ярославського повіту Підкарпатського воєводства, з історичною українською громадою, яка була переселена 1945—1946 років (що зумовлює використання саме української назви села). Населення — 1290 осіб (2011).

## Географія
Знаходиться приблизно за 6 км (4 милі) на північний захід від Павлосіва, за 6 км (4 милі) на захід від Ярослава, і за 43 км (27 миль) на схід від столиці регіон Ряшова.

## Історія
27 листопада 1387 р. село вперше згадується в документах, що дійшли до нашого часу.
В податковому реєстрі 1515 року згадується православний священик, отже, уже тоді в селі була церква.
В 1691 р. православна громада була перепідпорядкована Унійній церкві. Відтак це стала унійна парафія Ярославського деканату Перемишльської єпархії, до якої також належали села Вілька Полкинська та Вербна, всього було 1078 прихожан (кінець XIX ст.).. Лівобережне Надсяння піддавалось інтенсивній латинізації та полонізації.
Відповідно до «Географічного словника Королівства Польського» село знаходилося в родючій місцевості на березі Сяну. Поруч знаходились кілька заселених до 1946 року українцями сел: Полкіни, Вілька Полкинська та інші.
У 1945—1946 роках з села було переселені всі українські сім'ї. Переселенці опинилися в населених пунктах Тернопільської, Дрогобицької та Станіславської областей. Лише 1945 року в цих селах було створено римо-католицьку парафію.
У 1975—1998 роках село належало до Перемишльського воєводства.

## Демографія
Демографічна структура станом на 31 березня 2011 року:
|          | Загалом | Допрацездатний вік | Працездатний вік | Постпрацездатний вік |
| -------- | ------- | ------------------ | ---------------- | -------------------- |
| Чоловіки | 611     | 134                | 423              | 54                   |
| Жінки    | 679     | 129                | 429              | 121                  |
| Разом    | 1290    | 263                | 852              | 175                  |